# Torrdocka

Övre raden: torrdocka. Undre raden: flytdocka.

Docka inkluderat  torrdocka, och  flytdocka  är en anordning på ett skeppsvarv för att torrsätta fartyg vid underhåll och reparation. Torrdockor används även vid nybyggnad av fartyg, speciellt för de största fartygstyperna. 

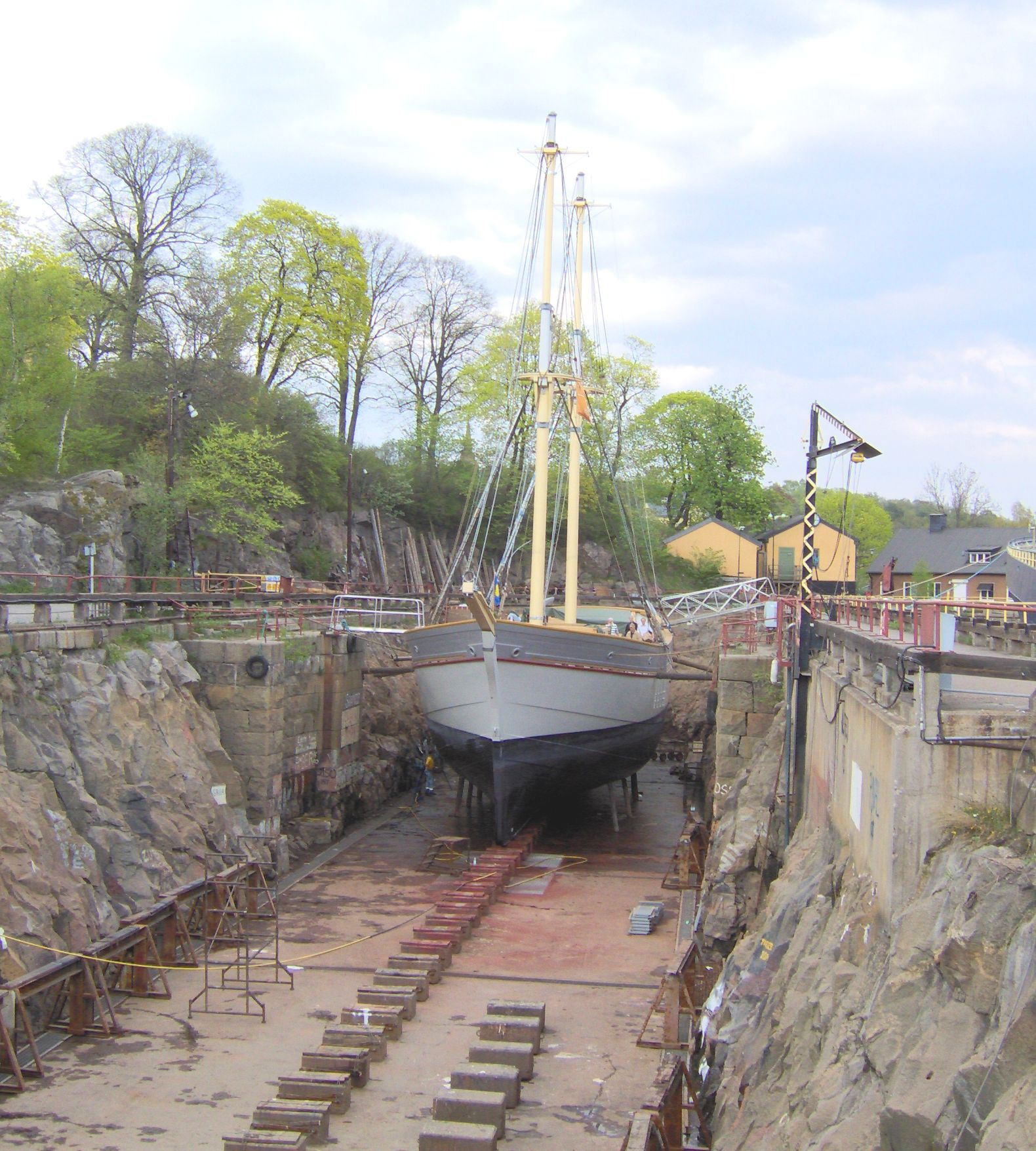
Tre Kronor af Stockholm i dockan på Beckholmen

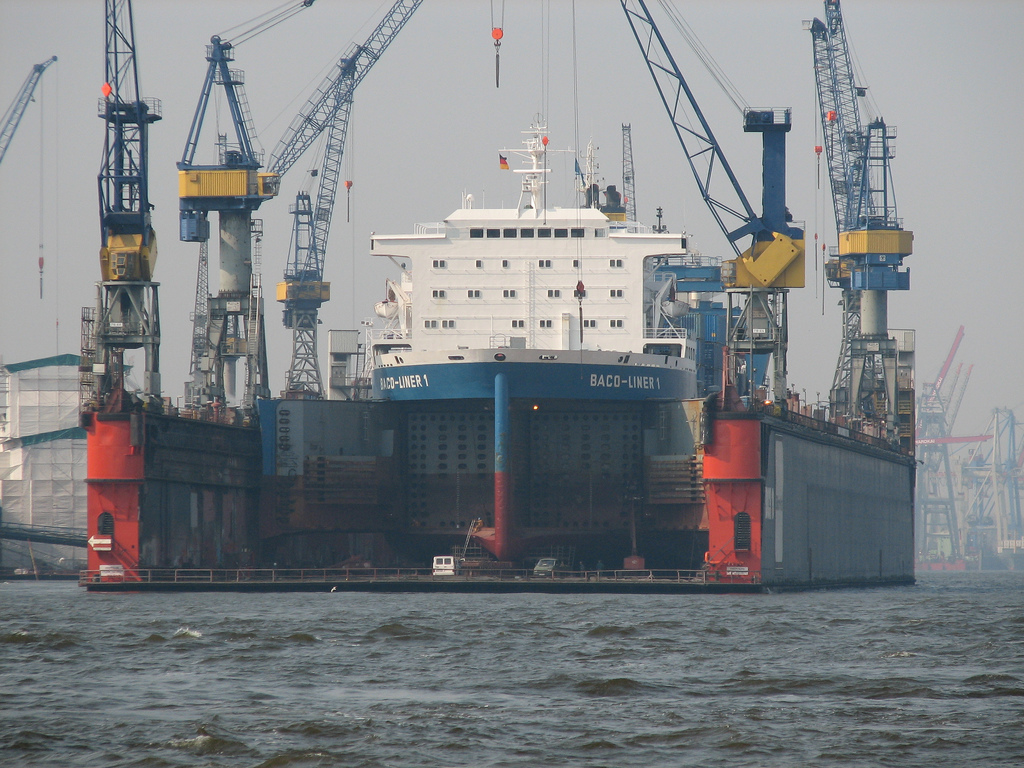
Flytdocka vid Blohm + Voss i Hamburg

## Torrdocka
Torrdockan är en grävd stensatt eller ursprängd bassäng ur berget i strandvallen vid ett skeppsvarv eller hamn. Dockan kan stängas i inloppet med dockportar. När fartyget passerar in i dockan är den vattenfylld, och efter stängning av dockporten pumpas vattnet ut och fartyget sänks och ligger på en stapelbädd. Vid utpumpning av vattnet placeras trästöttor mellan fartyget och slussväggen utefter fartyget för stöttning i sidled.  Det förekommer torrdockor som inte använder sig av pumpar utan istället tömmer sitt vatten i ett vattendrag eller en intilliggande bassäng som är lägre än dockan. Ett exempel på denna typ är dockan vid Motala verkstad eller Karlskronavarvet.
Torrdockorna konkurrerade ut de gamla bråddbanorna som var vanliga på äldre skeppsgårdar och användes för att underhålla fartygsskrov. Skälet var att torrdockorna gjorde att arbetet med skroven gick mycket fortare. Den första torrdockan i Sverige byggdes av svenska flottan vid Karlskronavarvet 1724. Den heter Polhemsdockan, tog sju år att bygga och är delvis nedsprängd i berget. Inspirationen var sannolikt engelsk: redan vid slutet av 1600-talet hade den brittiska flottan totalt nio torrdockor i Chatham, Portsmouth och Plymouth - varav två var dubbeldockor. En dubbeldocka är dubbelt så lång som en enkeldocka och kan därför husera två skepp samtidigt.
Några torrdockor i Sverige finns bland annat på Beckholmen i Stockholm. Den stora dockan där heter "Gustav V" och byggdes på 1920-talet som en del av den dåvarande Örlogsbasen; den är cirka 200 meter lång. Vasamuseet i samma stad ligger byggt på Galärvarvsdockan vilket man tydligt ser på utsidan av museet.

## Flytdocka
Flytdockan är en anordning som kan sänkas ner i vattnet genom intag av vatten i balasttakar så att ett fartyg kan gå in i dockan. Efter urpumpning av ballasttankarna torrläggs fartyget genom att dockan flyter upp. 
Den möjligtvis äldsta beskrivningen av en flytdocka finns i den italienska boken "Descrittione dell'artifitiosa machina" från 1560. Där presenteras flytdockan som en ny metod att bärga grundstötta fartyg.